# Clapton in Gordano
Clapton in Gordano – wieś w Anglii, w hrabstwie ceremonialnym Somerset, w dystrykcie (unitary authority) North Somerset. Leży 13 km na zachód od miasta Bristol i 183 km na zachód od Londynu. W 2001 miejscowość liczyła 347 mieszkańców.